# Amydria
Amydria é um gênero de mariposa pertencente à família Acrolophidae.